# Label The Garden
Label The Garden（レーベル・ザ・ガーデン、LTG）は、かつて存在した日本コロムビアの女性アイドルレーベルである。2020年9月末に活動を停止した。なお、Fragrant Driveは所属事務所を移籍して活動を続けている。
本項ではLTG所属の女性アイドルグループについても記述する。

## 概要
Label The Garden（以下、LTG）は、日本コロムビアが創立以来初めて立ち上げたアイドルレーベルであり、オーディションから育成、制作および運営までを手掛けるプロジェクトである。6グループが結成され、そのうち4グループがメジャーレーベルでCDデビューした。

## 略歴
2015年7月に『コロムビアアイドルオーディション2015』の開催を発表。二次審査の様子と最終審査の結果発表はSHOWROOMで配信され11名が合格した。同様のオーディションは2016年と2017年にも開催され、それぞれ4名と3名が合格した。また、審査員の一人として安田大サーカスのクロちゃんも参加した。
2016年4月にLTG公式ウェブサイトが開設され、オーディション選抜外の3名を含む総勢14名をLTG所属メンバーとして公開した。同月、アイドル専門チャンネルのKawaiian TVにおいて、MCにブラックマヨネーズの吉田敬と元NMB48の門脇佳奈子を迎えた冠レギュラー番組『コロムビアアイドル育成バラエティ 14☆少女奮闘記！』がスタート。同番組ではメジャーデビューメンバーの選抜会議や結果発表などの様子が生放送された。番組はタイトル・内容を変えながらKawaiian TVが閉局した2019年11月まで放送された。
2016年6月にLTGに所属するメンバーのグループ名がseeDreamに決定。8月には『TOKYO IDOL FESTIVAL 2016』でのステージデビューとデビュー配信シングル「Seed of Dream」の発売を行った。9月にseeDreamから選抜・分割する形でメジャーデビューグループFlower Notesを結成、12月にデビューCDシングル「恋花」を発売した。その後、12月にメジャーデビューグループ第2弾としてClef Leafが選抜・結成され、2017年3月にデビューCDシングル「Evergreen」を発売。2017年9月にメジャーデビューグループ第3弾としてShine Fine Movementが選抜・結成され、12月にデビューCDシングル「光クレッシェンド」を発売した。結果的にseeDreamは研修生のような位置付けとなった。
2018年3月にメンバーの卒業で3名となっていたFlower Notesが解散。12月には同じく4名となっていたseeDreamと3名となっていたClef LeafがFragrant Driveとして統合され、2019年3月にデビューCDシングル「胸の奥のVermillion」を発売した。seeDream出身のメンバーにとってはこのシングルがメジャーデビュー作品となった。また、2019年6月には結成以来5名で活動していたShine Fine Movementがメンバーのうち2名がLTGを離れるのを機に解散。LTGに残る橘三姉妹（実の姉妹）によってcharm*charmが結成された。
2020年8月にcharm*charmが新型コロナウイルス感染症（COVID-19 ）の影響を理由に解散。また、10月にはFragrant Driveが所属事務所を移籍したためLTGに所属するグループが居なくなりレーベルとしての活動を終えた。

## 所属グループ
結成順
seeDream（シードリーム、解散）
2016年6月、LTG所属メンバー13名で結成。後に研修生のような位置付けとなった。2018年12月、Fragrant Driveに統合された。
Flower Notes（フラワー・ノーツ、解散）
2016年9月、高橋、湊、木村、長澤（佳）、葉月、藤井の6名で結成。2018年3月に解散した。
Clef Leaf（クレフ・リーフ、解散）
2016年12月、幸重、神谷、板橋、伊原、坂下に条件付きの上野を加えた6名で結成。2018年12月、Fragrant Driveに統合された。
Shine Fine Movement（シャイン・ファイン・ムーブメント、解散）
2017年9月、橘（南）、橘（莉）、朝比奈、橘（咲）、羽深の5名で結成。2019年6月に解散するまでメンバーの変更はなかった。
Fragrant Drive（フラグラント・ドライブ、移籍）
2018年12月、seeDreamおよびClef Leafのメンバーであった葉山、加藤、伊原、西岡、坂下、片桐、板橋の7名で結成。2020年10月に所属事務所を移籍してLTGを離れた。
charm*charm（チャムチャム、解散）
2019年8月、Shine Fine Movementのメンバーであった橘三姉妹で結成。2020年8月に解散した。

## メンバー
| 名前                       | 脱退               | 備考 |
| -------------------------- | ------------------ | --- |
| 有村里菜 ありむら りな     | 2016年5月          | |
| 中嶋彩夏 なかじま あやか   | 2016年8月          | seeDream |
| 津川愛梨花 つがわ ありか   | 2016年9月          | seeDream 元フルーティー、後にシークレットシャノワール                                                                      |
| 川瀬美子 かわせ みこ       | 2016年11月         | seeDream 後にカレッジ・コスモス                                                                                            |
| 上野露葉 うえの つゆは     | 2017年1月          | seeDream → Clef Leaf → 劇団Miss女子会 → BüDGE(白玉つゆは) → ニコニコ♡PRINCESS(白玉つゆは) → なみだ色の消しごむ(白浜つゆは) |
| 藤井愛願 ふじい あいね     | 2017年6月          | Flower Notes 後にPeel the Appleで佐野心音に改名                                                                            |
| 神谷泉水 かみや いずみ     | 2017年10月         | Clef Leaf 後に2o Love to Sweet Bullet                                                                                      |
| 葉月ことみ はづき ことみ   | 2018年1月          | Flower Notes 後にcom |
| 湊帆洋 みなと ほなみ       | 2018年1月          | Flower Notes 元フルーティー                                                                                                |
| 木村咲彩 きむら さあや     | 2018年3月 （解散） | Flower Notes |
| 高橋みお たかはし みお     | 2018年3月 （解散） | Flower Notes 後に煌めき☆アンフォレント                                                                                     |
| 長澤佳歩 ながさわ よしほ   | 2018年3月 （解散） | Flower Notes 長澤三姉妹の次女                                                                                              |
| 長澤奈和子 ながさわ ななこ | 2018年4月          | seeDream 長澤三姉妹の三女                                                                                                  |
| 長澤和奏 ながさわ わかな   | 2018年4月          | seeDream 長澤三姉妹の長女                                                                                                  |
| 幸重なな ゆきしげ なな     | 2018年6月          | Clef Leaf |
| 坂下雅 さかした みやび     | 2019年2月          | Clef Leaf→Fragrant Drive 後になんキニ!                                                                                     |
| 羽深芽生 はぶか めい       | 2019年6月 （解散） | Shine Fine Movement（サブリーダー）                                                                                        |
| 朝比奈るう あさひな るう   | 2019年6月 （解散） | Shine Fine Movement |
| 加藤真凛 かとう まりん     | 2020年5月          | seeDream→Fragrant Drive（サブリーダー） 後に#ジューロック                                                                  |
| 橘莉子 たちばな りこ       | 2020年8月 （解散） | Shine Fine Movement→charm*charm 橘三姉妹の長女                                                                             |
| 橘咲希 たちばな さき       | 2020年8月 （解散） | Shine Fine Movement→charm*charm（リーダー） 橘三姉妹の次女                                                                 |
| 橘南桜 たちばな なお       | 2020年8月 （解散） | Shine Fine Movement→charm*charm 橘三姉妹の三女                                                                             |
| 西岡玲菜 にしおか れな     | 2020年9月          | seeDream→Fragrant Drive |
| 葉山ゆず はやま ゆず       | 2020年9月          | seeDream→Fragrant Drive |
| 板橋加奈 いたばし かな     | 2020年9月 （移籍） | Clef Leaf→Fragrant Drive（リーダー） 元せせらぎ小町                                                                        |
| 伊原佳奈美 いはら かなみ   | 2020年9月 （移籍） | Clef Leaf→Fragrant Drive                                                                                                   |
| 片桐みほ かたぎり みほ     | 2020年9月 （移籍） | seeDream→Fragrant Drive |

## 作品
順位はオリコン週間ランキング最高位。

### seeDream
配信シングル
1. Seed of Dream（2016年8月6日）[7]
  1. Seed of Departure
  2. キミのもとへ
  3. fancy drop love

オリジナル曲
- パピラヴ（2016年）
- そよ風のソーダ（2018年）

### Flower Notes
シングル
| # | 発売日        | タイトル    | 収録曲                                                        | 順位 |
| - | ------------- | ----------- | ------------------------------------------------------------- | ---- |
| 1 | 2016年12月7日 | 恋花        | - 恋花 - ライラック - ゼンマイ仕掛けのロマンス - Sugar & Milk | 32位 |
| 2 | 2017年7月19日 | Let It Flow | - Let It Flow - Stay Gold - スイートピー - Lovin' you...      | 15位 |

オリジナル曲
- Kissing in The Dark（2018年）
- 桜の花の行方（2018年）

### Clef Leaf
シングル
| # | 発売日       | タイトル               | 収録曲                                                                           | 順位 |
| - | ------------ | ---------------------- | -------------------------------------------------------------------------------- | ---- |
| 1 | 2017年3月8日 | Evergreen              | - Evergreen - カウントダウン - Clover - ありがとう、またね                       | 19位 |
| 2 | 2018年4月2日 | Everlasting First Kiss | - Everlasting First Kiss - I'm a Dreamer - ハートをみせて - 眠れる姫にくちづけを | 24位 |

オリジナル曲
- キンモクセイ（2018年）

### Shine Fine Movement
シングル
| # | 発売日         | タイトル         | 収録曲                                                           | 順位 |
| - | -------------- | ---------------- | ---------------------------------------------------------------- | ---- |
| 1 | 2017年12月13日 | 光クレッシェンド | - 光クレッシェンド - アリスのしっぽ - You - シュガーブレット     | 20位 |
| 2 | 2018年6月27日  | ルミナス         | - ルミナス - Love Magic - You're My Sunshine - Shine on The Road | 15位 |
| 3 | 2018年12月19日 | リフレクト       | - リフレクト - シンクロ - 星に願いを - 雪桜                      | 10位 |

配信シングル
1. ダンシングドリーマー（2019年2月20日）
  1. ダンシングドリーマー - BSフジ『サンリオキャラクターズ ポンポンジャンプ!』タイアップソング
  2. PPJP

オリジナル曲
- fancy you（2019年）
- 橘莉子「Starlight」（2018年）

### charm*charm
オリジナル曲
- 星屑スペクトル（2020年）[18]

## 出演

### テレビ
- コロムビアアイドル育成バラエティ 14☆少女奮闘記！（2016年4月 - 2017年12月、Kawaiian TV）[19][20]
  - コロムビアアイドル育成バラエティ 〜Label The Garden☆Story〜（2018年1月 - 2018年7月、Kawaiian TV）[21]
  - IDOLドキュメントバラエティー 〜Label The Garden☆Story〜（2018年8月 - 2019年11月、Kawaiian TV）[22][23]
- 月刊 アニ愛でるTV!（2017年6月 - 2019年11月、Kawaiian TV）- 橘莉子

### ラジオ
- GIRLS♥GIRLS♥GIRLS =RED ZONE=「Radio The Garden」（2017年4月 - 2019年6月、FM-FUJI） - Flower Notes、Clef Leaf、Shine Fine Movement
- FlowerNotesの花あかり（2017年4月 - 2018年3月、ラジオ日本）
- ラジオのアナ〜ラジアナ「かなみんジャンプRadio♪」（2018年1月 - 2020年9月、NACK5） - 伊原佳奈美[24]
- ラジオiNEWS（2018年8月、ラジオNIKKEI第1放送  毎週木曜日 月間ゲスト）- Clef Leaf

## ライブ

### 定期ライブ
- Seven Seeds（南青山・Future SEVENほか）
- Flower Notes LIVE the Garden powered by ラジオ日本（南青山・Future SEVEN）
- LTG Blooming Session（AKIBAカルチャーズ劇場）

## 書籍

### 雑誌
- 週刊ヤングジャンプ 36・37合併号「サキドルエースSURVIVAL SEASON7」（2017年） - 橘莉子[25]。
- 週刊プレイボーイ 32号・33号「ナツ☆イチッ!オーディション2018」（2018年） - 橘莉子[26][27]。
- 週刊ヤングジャンプ 35号「サキドルエースSURVIVAL SEASON9」（2018年） - 橘南桜[28][29]。

## 来歴
2015年
7月、『コロムビアアイドルオーディション2015』の開催を発表。
2016年
4月8日、公式ウェブサイトを開設。
4月15日、Kawaiian TV『コロムビアアイドル育成バラエティ 14☆少女奮闘記！』（以下、14☆少女奮闘記！）が放送開始。
5月27日、有村里菜が脱退。『14☆少女奮闘記！』で番組MCの門脇佳奈子が手紙を代読して発表した。総勢13名となる。
6月10日、グループ名がseeDreamに決定。
8月5日、seeDreamが『TOKYO IDOL FESTIVAL 2016』でステージデビュー。
8月28日、seeDreamの中嶋彩夏が『Seven Seeds Vol.1』をもって卒業。総勢12名となる。
9月2日、『14☆少女奮闘記！』の選抜会議でFlower Notesのメンバーが決定。これによりseeDream 6名、Flower Notes 6名という体制に移行した。
9月25日、seeDreamの津川愛梨花が『Seven Seeds Vol.2』をもって卒業。総勢11名となる。
9月28日、『コロムビアアイドルオーディション2016』で朝比奈るう、板橋加奈、片桐みほ、橘莉子の4名が合格した。
11月6日、seeDreamの川瀬美子が『Seven Seeds Vol.3』をもって卒業。
12月9日、『14☆少女奮闘記！』に新メンバーが出演。オーディション外で加入することになった伊原佳奈美と坂下雅はこの日がお披露目となった 。
12月23日、『14☆少女奮闘記！』の選抜会議でClef Leafのメンバーが決定。これによりseeDream 4名、Flower Notes 6名、Clef Leaf 6名の体制に移行した。
2017年
1月6日、Clef Leafへの「体幹が強くなれば」という条件付き合格だった上野露葉が脱退。『14☆少女奮闘記！』で本人が発表した。
4月22日、長澤和奏と長澤奈和子がseeDreamに加入。
6月4日、Flower Notesの藤井愛願が『LIVE The Garden 004』をもって卒業。
8月21日、『コロムビアアイドルオーディション2017』で加藤真凛、橘咲希、渡辺陽菜の3名が合格した。
9月15日、『14☆少女奮闘記！』に新メンバーが出演。オーディション外で加入することになった羽深芽生はこの日がお披露目となった。また、同番組内での選抜会議でShine Fine Movementのメンバーが決定。
10月29日、Clef Leafの神谷泉水が『Seven Seeds Vol.21』をもって卒業。
2018年
1月20日、Flower Notesの葉月ことみと湊帆洋が『LIVE the Garden 018』をもって卒業。
2月14日、Flower Notesが解散することを発表。
3月10日、Flower Notesがラストライブを開催。3月31日をもって解散した。
4月28日、seeDreamの長澤和奏と長澤奈和子が『Seven Seeds Vol.33』をもって卒業。
6月17日、seeDreamの渡辺陽菜が『Seven Seeds Vol.42』をもって卒業。
6月19日、休養中だったClef Leafの幸重ななが脱退。
6月30日、西岡玲菜と葉山ゆずがseeDreamに加入。
11月25日、seeDreamとClef Leafが『LTG Blooming Session』で統合前ラストライブ。
12月9日、seeDreamとClef Leafを統合してFragrant Driveが結成された。
2019年
2月21日、Fragrant Driveの坂下雅が脱退。
5月26日、Shine Fine Movementが解散することを発表。
6月30日、Shine Fine Movementが『Shine Fine Movement 4thワンマンライブ 〜Final Movement〜』をもって解散。また、charm*charmを結成することが発表された。
8月30日、charm*charmが活動を開始した。
2020年
5月2日、Fragrant Driveの加藤真凛が『Still Growing Up〜加藤真凛 Farewell Party〜』をもって卒業。
7月31日、charm*charmが活動を終了することを発表。
8月16日、charm*charmが『charm*charm Thumva Showcase 〜Final Movement〜』をもって解散。
7月31日、Fragrant Driveが所属事務所を移籍することを発表。
9月27日、Fragrant Driveの葉山と西岡が『Fragrant Drive Thumva Showcase 〜葉山ゆず&西岡玲菜 Farewell Party〜』をもって卒業。
9月30日、Fragrant Driveが日本コロムビアを退社。所属事務所を移籍して活動を継続することとなった。